# HD 315
HD315 є хімічно пекулярною зорею спектрального класу
B9 й має видиму зоряну величину в
смузі V приблизно  6.3.
Вона знаходиться у сузір'ї Риб й розташована на відстані близько 490 світлових років від Сонця.

## Пекулярний хімічний вміст
Зоряна атмосфера HD315 має підвищений вміст Si.